# Hans Donat (Sozialpädagoge)
Hans Donat (* 9. Dezember 1928 in Georgswalde/Jiříkov, Tschechoslowakei; † 8. Januar 2023) war ein deutscher Sozialpädagoge.

## Leben
In Berlin studierte er Sozialpädagogik. 1952 trat Donat in den Dienst der katholischen Kirche und war bis 1960 Diözesanjugendhelfer im Jurisdiktionsbezirk Erfurt-Meiningen. 1961 übernahm er die Leitung der zentralen Arbeitsstelle für pastorale Hilfsmittel. 1993 ging er in Rente. 

## Auszeichnungen
2000: Verdienstkreuz 1. Klasse des Verdienstordens der Bundesrepublik Deutschland.

## Schriften (Auswahl)
- Das heilige Mahl. Die rechtzeitige Erstkommunion unserer Kinder. Freiburg im Breisgau 1969, OCLC 720470579.
- Häusliche Christenlehre. Eltern sprechen mit ihren Kindern. Leipzig 1971, OCLC 74230544.
- Christliche Ehefibel. Ein kleines Buch für Eheleute. Leipzig 1975, OCLC 552483270.
- Vierzig ist kein Alter. So schaffen wir die Lebensmitte. Innsbruck 1987, ISBN 3-7022-1636-7.